# Usi Tetu Utang
Usi Tetu Utang (* um 1666; † 1. Mai 1717), auch Bi Sonba’i oder Nonje Sonnebay, war die Kaiserin des westtimoresischen Kleinreiches Sonbai Kecil (deutsch Klein-Sonbai). Das Reich gehörte zu den „fünf loyalen Alliierten“ der Niederländischen Ostindien-Kompanie, fünf Kleinreiche, die die niederländische Festung im Hafenort Kupang umrahmten.
1672 starb Ama Tuan II., der sogenannte „Kaiser“ des Kleinreiches, ohne einen Sohn zu hinterlassen. Es folgte deswegen Usi Tetu Utang, eine seiner drei Töchter, ihrem Vater auf den Thron. Die damals Sechsjährige erhielt in der lokalen Sprache Uab Meto (Dawan) den Ehrentitel „Bi Sonba’i“ (deutsch Dame von Sonba’i). Der Name „Nonje Sonnebay“ könnte dieselbe Bedeutung haben, abgeleitet vom Wort „Nyonya“. „Noni“ ist aber auch das Wort für Gold in Uab Meto.
Dem üblichen symbolischen männlich-weiblichen (mane/feto) Dualismus und der niederländischen Bevormundung folgend (siehe auch Lulik), war sie eine weibliche Herrscherin, sowohl was ihre politische Position als auch ihr tatsächliches Geschlecht betrifft. „Männliche“ Regenten des Oematan-Clans übernahmen die Regierungsgeschäfte, obwohl Usi Tetu Utang bei einigen Gelegenheiten politisch selbst aktiv wurde. Sie trat erfolgreich als Friedensvermittlerin und strenge Kritikerin niederländischer Missstände auf. 1704 handelte Usi Tetu Utang ein Friedensvertrag mit dem Reich von Amarasi aus und 1714 schickte sie einen sehr offenen Brief nach Batavia, in dem sie das unhöfliche und unterdrückerische Verhalten des derzeitigen Opperhoofd anprangerte.
Usi Tetu Utang heiratete niemals. Möglicherweise verhinderte das ihr hoher Rang. Sie starb im Mai 1717, was zu großer Trauer in der Bevölkerung führte. Ihr Nachfolger wurde Bernardus Leu, der Sohn von Nai Neno Sonbai (Dom Pedro Tomenu), dem Kaiser von Sonbai Besar (deutsch Groß-Sonbai) und Cousin der Kaiserin des Schwesterstaates. Es war ein Austausch über koloniale Grenzen hinweg, da Sonbai Besar mit Portugal verbündet war.